# Lista okrętów United States Navy, E
W tej sekcji listy okrętów United States Navy wymienione są nazwy wszystkich okrętów United States Navy, których nazwa zaczyna się od E.
Aby zobaczyć wyłącznie listę okrętów obecnie pozostających w służbie — patrz Lista obecnie służących okrętów United States Navy
W przypadku okrętów, których nazwa została użyta jednokrotnie, link USS "Nazwa_okrętu" kieruje do artykułu o konkretnym okręcie. Jeżeli nazwy użyto kilkakrotnie, link USS "Nazwa_okrętu" kieruje do strony ujednoznaczniającej z krótkimi opisami poszczególnych okrętów, natomiast linki następujące po nazwie kierują do tych okrętów bezpośrednio.

## E
- USS "E-1" (SS-24)
- USS "E-2" (SS-25)
- USS "E. A. Poe" (IX-103)
- USS "E. B. Hale" ()
- USS "E. Benson Dennis" (SP-791)
- USS "Eager" (AM-224)
- USS "Eagle" (1798, 1812, 1814, 1898(inne języki), AM-132)
- okręty patrolowe typu Eagle (USS "Eagle No. 1" (PE-1) – USS "Eagle No. 60" (PE-60))
- USS "Eaglet" (SP-909)
- USS "Eagre" ()
- USS "Earheart" (APD-113)
- USS "Earl K. Olsen" (DE-765)
- USS "Earl V. Johnson" (DE-702)
- USS "Earle" (DD-635/DMS-42)
- USS "Earle B. Hall" (DE-597/APD-107)
- USS "Earnest" ()
- USS "East Boston" ()
- USS "East Hampton" (SP-573)
- USS "Eastern Chief" (SP-3390)
- USS "Eastern Light" (SP-3538)
- USS "Eastern Queen" (SP-3406)
- USS "Eastern Shore" (SP-3500)
- USS "Easterner" (SP-3331)
- USS "Eastland" (APA-163)
- USS "Eastport" (ID-3342, )
- USS "Eastwind" (WAGC-)
- USS "Eaton" (DD-510)
- USS "Eberle" (DD-430)
- USS "Ebert" (DE-74, DE-768)
- USS "Ebony" (AN-15)
- USS "Echo" (IX-95)
- USS "Echols" ()
- USS "Eclipse" (SP-417)

## Ed
- USS "Edamena II" ()
- USS "Eddelyn" ()
- USS "Edenshaw" ( , )
- USS "Edenton" (AK-3696, SP-3696, PC-1077, ATS-1)
- USS "Edgar F. Coney" ()
- USS "Edgar F. Luckenbach" (SP-4697)
- USS "Edgar G. Chase" (DE-16)
- USS "Edgecombe" (SP-3894, )
- USS "Edison" (DD-439)
- USS "Edisto" (ID-4146/AD-11, AG-89/AGB-2)
- USS "Edith" (SP-3469, )
- USS "Edith M. III" (SP-196)
- USS "Edithena" (SP-624)
- USS "Edithia" (SP-214/YP-214)
- USS "Edmonds" (DE-406)
- USS "Edorea" (SP-549)
- USS "Edsall" (DD-219, DE-129)
- USS "Edson" (DD-946)
- USS "Edward C. Daly" (DE-17)
- USS "Edward H. Allen" (DE-531)
- USS "Edward J. McKeever Jr." (SP-684)
- USS "Edward L. Dohney III" (SP-3835)
- USS "Edward Luckenbach" (SP-1662)
- USS "Edward McDonnell" (FF-1043)
- USS "Edward Rutledge" (AP-52)
- USS "Edwards" (DD-265, DD-619)
- USS "Edwin A. Howard" (DE-346)
- USS "Edwin L. Pilsbury" (SP-964)
- USS "Eel" (SS-354)
- USS "Efco" ()
- USS "Effective" (AM-92/PC-1596, AGOS-21)
- USS "Effingham" (1777, APA-165)
- USS "Egeria" (ARL-8)
- USS "Egret" (AMc-24, )
- USS "Eichenberger" (DE-202)
- USS "Eider" (AM-17)
- USS "Eisele" (DE-34, DE-75)
- USS "Eisner" (DE-192)
- USS "Ekins" (DE-87)

## El
- USS "El Cano" (IX-79)
- USS "El Capitan" (SP-1407)
- USS "El Occidente" (ID-3307)
- USS "El Oriente" (SP-4504)
- USS "El Paso" (PF-41, LKA-117)
- USS "El Sol" (SP-4505)
- USS "Elba" (AKL-3, AG-132)
- USS "Elcano" (PG-38)
- USS "Elcasco" (ID-3661)
- USS "Elden" (DE-264)
- USS "Elder" (AN-20)
- USS "Eldorado" (LCC-11)
- USS "Eldridge" (DE-173)
- USS "Eleanor" ()
- USS "Electra" ( , AK-21)
- USS "Electron" (AKS-27, AG-146)
- USS "Elf" ()
- USS "Elfin" ( , )
- USS "Elfrida" ()
- USS "Elinor" (SP-2465)
- USNS "Elisha Kent Kane" (AGS-27)
- USS "Elithro II" ()
- USS "Eliza Hayward" (SP-1414)
- USS "Elizabeth" (SP-972, SP-1092)
- USS "Elizabeth C. Stanton" (AP-69)
- USS "Elizabeth M. Froelich" ()
- USS "Elk" ( , )
- USS "Elkhart" ()
- USS "Elkhorn" (AOG-7)
- USS "Ella" ( , , )
- USS "Ellen" (SP-284, SP-1209)
- USS "Ellen Browning" ()
- USS "Ellet" (DD-398)
- USS "Ellington" ()
- USS "Elliot" (DD-146, DD-967)
- USS "Ellis" (1862, DD-154/AG-115)
- USS "Ellyson" (DD-454)
- USS "Elmasada" ()
- USS "Elmer Montgomery" (FF-1082)
- USS "Elmore" (AP-87)
- USS "Elokomin" (AO-55)
- USS "Elrod" (FFG-55)
- USS "Elsie III" (SP-708)
- USS "Eltanin" (AGOR-8, AK-270)
- USS "Elusive" (AM-225)
- USS "Ely" ()
- USS "Embattle" (AM-226, MSO-434)
- USS "Embroil" (AM-227)
- USS "Emeline" ()
- USS "Emerald" (1864, 1917, PYc-1)
- USS "Emery" (DE-28)
- USS "Emily B" ()
- USS "Emma" ( , )
- USS "Emma Kate Ross" ()
- USS "Emmigrant" ()
- USS "Emmons" (DD-457)
- USS "Emory S. Land" (AS-39)
- SS "Empire State" (AP-1001)
- USS "Emporia" (PF-28)
- USS "Empress" (SP-569)

## En
- USS "Enaj" ()
- USS "Enceladus" (AK-80)
- USS "Endicott" (DD-495)
- USS "Endion" ()
- USS "Endurance" (AMc-77, ARDM-3, MSO-435)
- USS "Endymion" (ARL-9)
- USS "Energy" (AMc-78, MSO-436)
- USS "Engage" (PC-1597/AM-93, MSO-433)
- USS "Engineer" ( , )
- USS "England" (DE-635, CG-22)
- USS "English" (DD-696)
- USS "Engstrom" (DE-50)
- USS "Enhance" (AM-228, MSO-437)
- USS "Eniwetok" (CVE-125)
- USS "Enoree" (AO-69)
- USS "Enquirer" ()
- USS "Enright" (DE-216/APD-66)
- USS "Ensenore" ()
- USS "Ensign" ()
- USS "Entemedor" (SS-340)
- USS "Enterprise" (1775, 1776, 1799, 1831, 1874, AK-5059, CV-6, CVN-65)

## Eo
- USS "Eolus" (1864, 1869)
- USS "Epanow" ()
- USS "Epervier" (1814)
- USS "Epperson" (DD-719)
- USS "Epping Forest" (APM-4, MCS-7)
- USS "Epsilon" ()
- USS "Equality State" (ACS-8)
- USS "Equity" (AM-229)
- USS "Erben" (DD-631)
- USS "Erebus" (1869)
- USS "Ericsson" (TB-2, DD-56, DD-440)
- USS "Eridanus" (AK-92)
- USS "Erie" (1813, PG-50)
- USS "Ernest G. Small" ()
- USS "Errol" (AKL-4, AG-133)
- USS "Escalante" (AO-70)
- USS "Escambia" (AO-80)
- USCGC "Escanaba" ()
- USS "Escape" (ARS-6)
- USS "Escatawpa" (AOG-27)
- USS "Escolar" (SS-294)
- USS "Espada" (SS-355)
- USS "Esselen" ()
- USS "Essex" (1799, 1856, 1876, CV-9, LHD-2)
- USS "Essex Junior" ()
- USS "Essington" (DE-67)
- USS "Esteem" (AM-230, MSO-438)
- USS "Estella" (SP-537)
- USS "Estero" (AKL-5, AG-134, )
- USS "Estes" (LCC-12)
- USS "Estocin" (FFG-15)
- USS "Estrella" ()

## Et
- USS "Etamin" (AK-93)
- USS "Etawina" ()
- USS "Eten" ()
- USS "Ethan Allen" (1861, SSBN-608)
- USS "Etlah" (1864, AN-79)
- USS "Etna" ( , , )
- USS "Etta M. Burns" (SP-542)
- USS "Eucalyptus" (AN-16)
- USS "Eugene" (PF-40)
- USS "Eugene A. Greene" (DD-711)
- USS "Eugene E. Elmore" (DE-686)
- USS "Eugene F. Price" (SP-839)
- USS "Eugenie" ()
- USS "Euhaw" (IX-85)
- USS "Eunice" (PCE-846)
- USS "Euphemia" ()
- USS "Eurana" (SP-1594)
- USS "Eureka" (PC-488/IX-221, )
- USS "Europa" (AK-81, AP-177)
- USS "Euryale" (AS-22)
- USS "Eutaw" ()
- USS "Evans" (DD-78, DD-552, DE-1023)
- USS "Evansville" (PF-70, )
- USS "Evarts" (DE-5)
- USS "Evea" ()
- USS "Evelyn" (ID-2228/AK-100)
- USS "Event" (AM-231)
- USS "Everett" (PF-8)
- USS "Everett F. Larson" (DD-830)
- USS "Everglades" (AD-24)
- USS "Eversole" (DE-404, DD-789)
- USS "Excel" (AM-94, MSO-439)
- USS "Exchange" ()
- USS "Execute" (AM-232)
- USS "Experiment" (1799, 1832)
- USS "Exploit" (PC-1599/AM-95, MSO-440)
- USS "Explorer" ()
- USS "Express No. 4" ()
- USS "Extractor" (ARS-15)
- USS "Extricate" (ARS-16)
- USS "Exultant" (AMc-79, MSO-441)